# Rue des Réglises
La rue des Réglises est une voie située dans le 20e arrondissement de Paris.

## Origine du nom
Elle doit son nom au lieu-dit le clos Réglise, renommé alors pour son vignoble.

## Historique
Cette voie est indiquée à l'état de sentier sur le plan cadastral de 1812 de la commune de Charonne.
Par un arrêté préfectoral du 3 juillet 1830, elle prend le nom de « sentier du Centre-des-Rasselins » avant d'être classée dans la voirie parisienne par décret du 23 mai 1863 et de prendre sa dénomination actuelle vers 1881.

## Bâtiments remarquables et lieux de mémoire
- No 11 : siège de Greenpeace France.